# یک همسر سیاستمدار
یک همسر سیاستمدار (لهستانی: Dyplomatyczna żona) یک فیلم کمدی آلمانی-لهستانی است که در سال ۱۹۳۷ منتشر شد.

## گزیدهٔ بازیگران
- یادویگا کِندا
- الکساندر ژابچینسکی
- یرژی لشچینسکی
- میخاو زنیچ
- میه‌چیسواوا چویکلینسکا
- لنا ژلیخوفسکا
- یوزف کُندرات
- هلنا گروسوونا
- وویچیخ روشکوفسکی
- لودا خالاما
- واندا یارشفسکا
- ایگو سیم
- ماریا ژابچینسکا